# Теорема Ландау
Теорема Ландау — теорема о свойствах голоморфной функции: если {\displaystyle f(z)=\alpha +\beta z+a_{2}z^{2}+...}, где {\displaystyle \beta \neq 0}, есть голоморфная функция внутри круга {\displaystyle |z|<R}, не принимающая значений {\displaystyle 0} и {\displaystyle 1}, то имеет место неравенство {\displaystyle R<\Omega (\alpha ,\beta )}, где {\displaystyle \Omega (\alpha ,\beta )} зависит только от {\displaystyle \alpha } и {\displaystyle \beta }.
Установлена Эдмундом Ландау. При доказательстве используется теорема Блоха.